# 무토 마사토시
무토 마사토시(일본어: 武藤 正敏, 1948년 12월 18일 ~ )는 일본의 외교관이다. 주오스트레일리아 공사, 주호놀룰루 총영사, 주쿠웨이트 특명전권대사, 주대한민국 특명전권대사 등을 역임하였다.

## 경력
도쿄도 출신으로 1972년에 요코하마 국립 대학 경제학부를 졸업하고 외무성에 들어갔다. 1984년 국제연합 일본정부 대표부 1등 서기관, 1991년 외무성 아시아국 북동아시아과장, 1993년 주대한민국 일본대사관 참사관, 1996년 주영국 일본대사관 공사, 1999년 외무성대신 관방심의관, 2000년 주오스트레일리아 일본대사관 공사, 2002년 주호놀룰루 총영사, 2007년 주쿠웨이트 특명전권대사를 거쳐 2010년 주대한민국 특명전권대사가 되었다.
직업 관료 중에서 한국어를 전공한 "코리아 스쿨" 중에서 처음으로 한국 대사로 발탁되어, 한국 근무가 어학연수를 포함하여 다섯번째 한국행인 한국통이고, 외무성의 동북아시아 과장으로도 근무하는 등, 한반도 정세에 밝은 것으로 알려져 있다. 한국어가 가능한 주한 대사로는 일본 통치시대에 경성제국대학을 졸업하고 1980년대초에 주한 대사로 근무한 마에다 도시카즈가 있으나, 전후파로는 무토가 최초이다. 경력으로 보아, 이례적인 발탁이라고 평가되고 있다. 지금까지 주한 일본대사는 외무성 국장급 이상의 간부가 임명돼 왔던 데 반해 무토는 국장 경험이 없기 때문이다.
2011년 3월 16일 2011년 도호쿠 지방 태평양 해역 지진 참사와 관련, “직접적인 피해를 당한 사람도 있고, 직장을 잃고 미래에 대해 불안해하는 일본인들이 많다”면서 “한국정부와 한국민들이 앞장서서 우리를 도와주고 있는 것을 잊지 않겠다”고 말했다. 그는 2011년 9월 16일 동북아위원회 초청으로 열린 강연을 통해 "중단된 한ㆍ일 자유무역협정(FTA) 교섭을 재개해야 한다"고 밝혔다.
2012년에 주한 대사직에서 퇴임 후 동서대학교 국제학부 석좌교수직에 초빙돼 2015년까지 역임했다.

## 혐한 논란
2017년 6월 1일, 서적 《한국인으로 태어나지 않아 다행이다》를 출간하였다. 그는 이 책에서 문재인 대한민국 대통령에 대해 "최악의 대통령"이라며 "내가 만난 문 대통령은 북한에 대한 것밖에 머릿속에 없었다"라고 부정적으로 평가했다.
2019년 7월, 약 2년 만에 《문재인이라는 재액(災厄)》을 출간하였다. 그는 이 책에서 "문 대통령은 한일관계를 뿌리부터 뒤집어 놓았고, 그가 권좌에 있는 한 한일 관계는 복원될 수 없다. 한일 양국 국민을 불행하게 하는 최악의 대통령을 퇴장시켜야 한다"라고 주장했다.

## 참고 자료
- “[월요인터뷰] 무토 마사토시 주한 일본대사”. 한국일보. 2010년 9월 12일. 2011년 1월 24일에 원본 문서에서 보존된 문서. 2011년 9월 15일에 확인함.